# 대전대화중학교
대전대화중학교(大田大禾中學校)는 대한민국 대전광역시 대덕구 오정동에 있는 공립 중학교이다.

## 학교 연혁
- 1992년 5월 8일 : 학교 설립 인가(18학급)
- 1993년 3월 1일 : 초대 이재선 교장 취임
- 1993년 3월 4일 : 개교 및 제1회 입학식(296명)
- 1996년 2월 9일 : 제1회 졸업식 269명
- 2023년 9월 1일 : 제16대 박영란 교장 취임
- 2024년 1월 5일 : 제29회 졸업식 92명(총 졸업생 4,971명)
- 2024년 3월 4일 : 제32회 입학식 80명 입학

## 참고 자료
- 대전대화중학교 - 한국교육학술정보원 학교알리미